# キャッツキルアケダクト

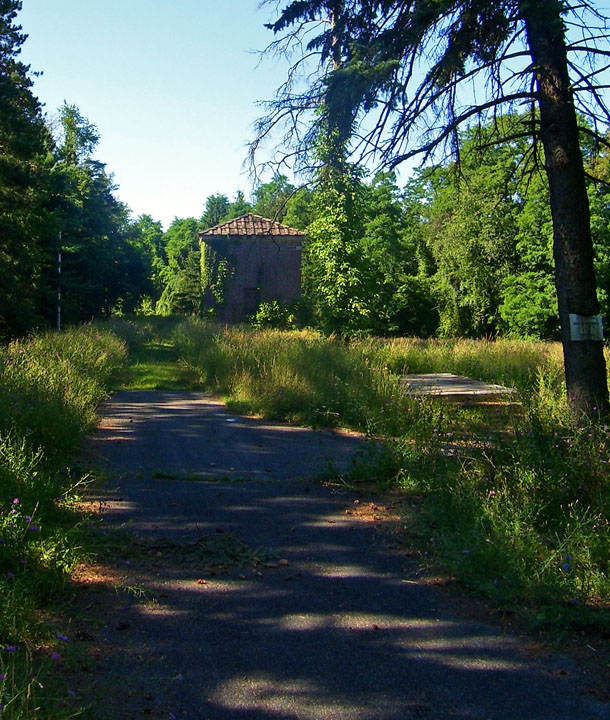
キャッツキルアケダクト
ニューヨーク州南部のアルスター郡にて撮影。

キャッツキルアケダクト（英語名：Catskill Aqueduct）は、キャッツキル山地のアショカン貯水池からニューヨーク市まで水道水を供給するための、トンネル構造の上水道導水路である。
全長147.2kmで、世界一長いトンネルである（cf. 世界一の一覧#橋）。
ニューヨーク市への水道水供給の40%以上を担う。

## 歴史
建設は1907年に始まり、導水路は1916年に完成した。3つのダムと67のシャフト（立坑）を含むキャッツキル水道システム全体は1924年に完成した。この水道システム全体の総工費は$1億7700万であった。32マイル (51 km)の区間は技術者のFrank E. Winsorが建設を監督した。

## 仕様
導水路の全長は163-マイル (262 km)で、55マイル (89 km)の開削導水路、28マイル (45 km)以上のgrade tunnel、35マイル (56 km)の圧力トンネル (pressure tunne)、6マイル (9.7 km)の鉄のサイフォン、そして39マイル (63 km)のコンジットで構成されている。67のシャフトは174フィート (53 m)から1,187フィート (362 m)まで用途に応じて深さを変えることができる。水は重力によってこの導水路を約4フィート毎秒 (1.2 m/s)の速さで流れる。
給水能力は、ケンシコ貯水池 (en) より北の区間では1日あたり約5億5000万米ガロン（2,100,000m3）、さらに南のヒルビュー貯水池 (en) までの区間は1日あたり8億8000万米ガロン（3,300,000m3）である。平均では1日あたり約3億5000万–4億米ガロン（1,500,000m3）の水を運んでいる。

## 地理
キャッツキルアケダクトは、ニューヨーク市から約92-マイル (148 km) 北にあるアルスター郡のアショカン貯水池 (en) を起点に南東へ流れ、アルスター郡、オレンジ郡、そしてパットナム郡を通過する。アショカン貯水池には、スカハリー貯水池 (en) からもシャンデークン・トンネル (en) を16-マイル (26 km)およびエソプス川 (en) を11-マイル (18 km) 通って水が流れ込んでいる。そしてウエストチェスター郡に入り、ケンシコ貯水池 (en) へ流れ入る。この貯水池にはデラウェアアケダクト (en) からも水が流れ込んでいる。さらにこの貯水池から流れ出て、ヒルビュー貯水池 (en) まで流れ込む。この貯水池からCity Tunnel 1および2を通って、ニューヨーク市に水道水を供給する。